# Roy Rosenzweig
Roy Alan Rosenzweig (New York, 6 agosto 1950 – Arlington, 11 ottobre 2007) è stato uno storico statunitense, professore della George Mason University in Virginia e uno dei pionieri della storia digitale. È stato il fondatore e direttore del Center for History and New Media dal 1994 fino alla sua morte, per cancro ai polmoni, nel 2007.

## Carriera
Roy Rosenzweig ottenne il suo dottorato in storia all'Università di Harvard nel 1978. Nel 1981 divenne professore presso il Dipartimento di Storia della George Mason University, carica che ricoprì fino alla morte.
I suoi interessi di ricerca riguardano in un primo tempo la storia sociale degli Stati Uniti, con una particolare attenzione alla storia del lavoro e del movimento operaio. Dalla fine degli anni ottanta si occupa degli usi pubblici della storia e dai primi anni novanta si dedica alla storia digitale.
Rosenzweig è stato co-autore, con Elizabeth Blackmar, di The Park and the People: A History of Central Park, un libro pluripremiato sulla storia di Central Park a New York. È stato anche co-autore, con David Thelen, di The Presence of the Past: Popular Uses of History in American Life e con Steve Brier e Joshua Brown di Who Built America? un manuale di storia americana su CD-ROM che è anche uno dei primi esperimenti di storia digitale moderna. Il suo libro più recente, scritto con Daniel Cohen, è Digital History: A Guide to Gathering, Preserving, and Presenting the Past on the Web. Il testo, disponibile gratuitamente online, è stato il primo manuale di storia digitale ed è ancora oggi uno dei pochi e più frequentemente citati.
Nell'ultima parte della sua carriera Rosenzweig si dedica all'analisi del rapporto tra storiografia, didattica della storia e informatica, concentrandosi in particolare sullo statuto delle fonti e sulla scrittura della storia nell'era digitale.
Come fondatore e direttore del Center for History and New Media (CHNM), è stato coinvolto in diversi progetti di storia digitale: siti sulla storia statunitense, sul pensiero storico, sulla rivoluzione francese, la storia della scienza e della tecnologia, la storia globale e gli attacchi dell'11 settembre. Nel 2003 ha ricevuto il premio Richard W. Lyman (assegnato dal National Humanities Center e dalla Rockefeller Foundation) per "gli eccellenti risultati ottenuti nell'uso delle tecnologie informatiche per l'avanzamento e la didattica delle scienze umanistiche".
A testimonianza dell'importanza di Rosenzweig nello sviluppo della storia digitale, la American Historical Association e la George Mason University assegnano dal 2009 un "Roy Rosenzweig Prize for Innovation in Digital History", che "celebra e supporta nuovi progetti in libero accesso" nel campo della storia digitale. Il Center for History and New Media è dedicato al nome di Rosenzweig dal 2011.